# Nepytia canosaria
Nepytia canosaria är en fjärilsart som beskrevs av Walker 1862. Nepytia canosaria ingår i släktet Nepytia och familjen mätare. Inga underarter finns listade i Catalogue of Life.

## Bildgalleri

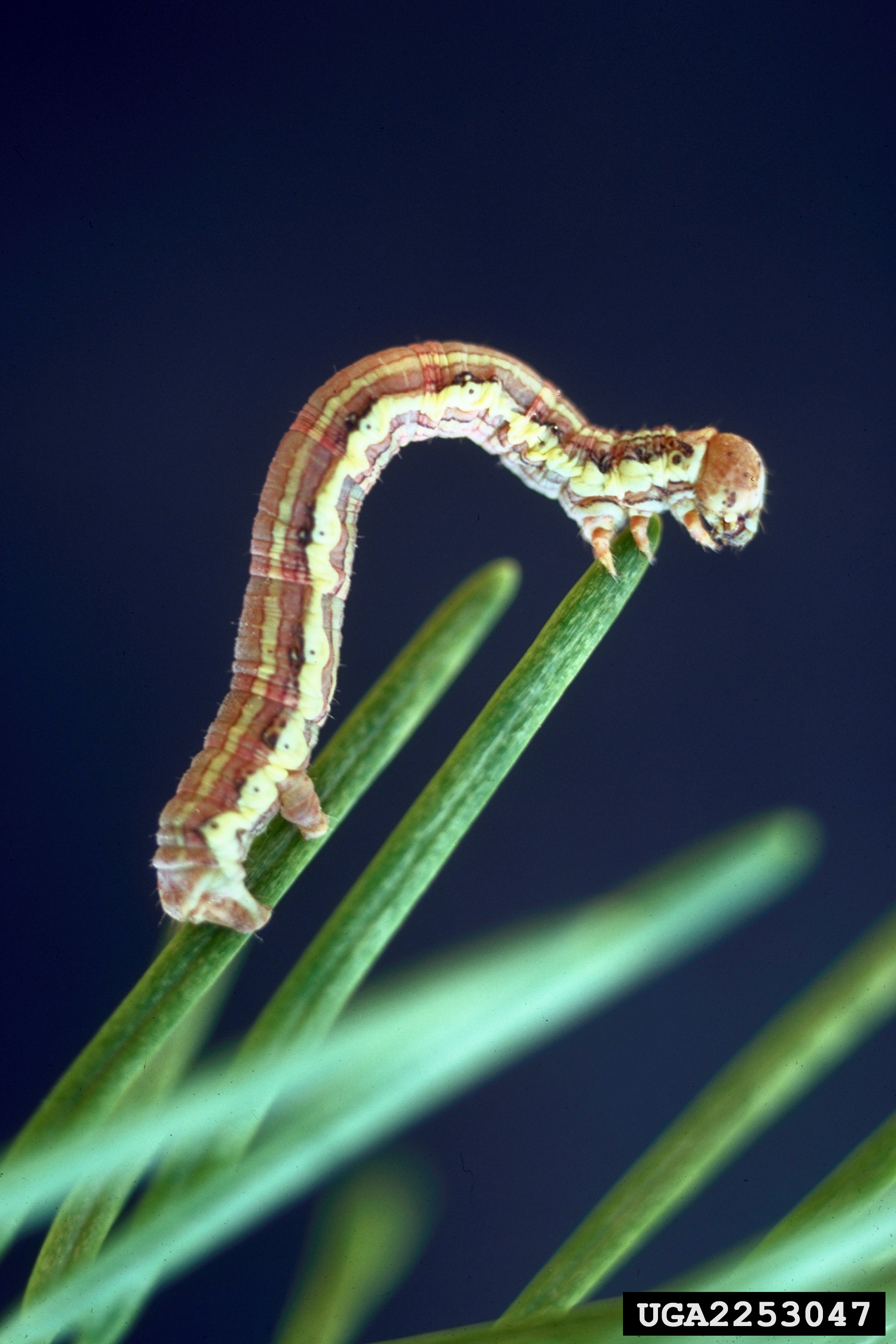
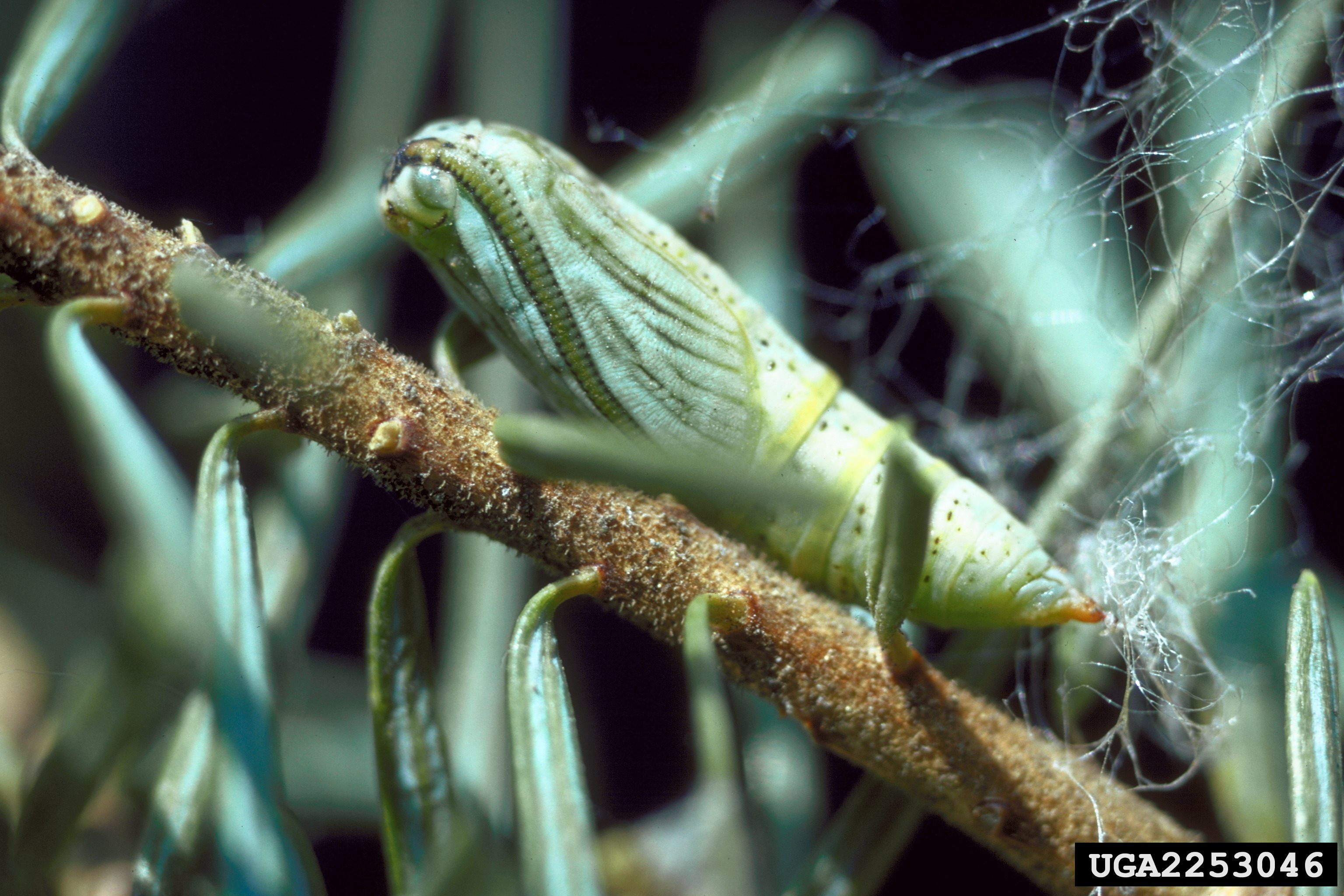